# 瓦尤卡奇區
瓦尤卡奇區（西班牙語：Distrito de Huayucachi），是秘魯的一個區，位於該國中部胡寧大區的萬卡約省，始建於1896年11月10日，面積13.13平方公里，海拔高度3,201米，2005年人口8,503，人口密度每平方公里650人。